# Câmpani, Bihor
Câmpani este satul de reședință al comunei cu același nume din județul Bihor, Crișana, România. Este cel mai mare sat al comunei cu același nume din Depresiunea Beiușului, la poalele nord-vestice ale Munții - lor Apuseni.
Pornind din Beiuș, pe DN76 (E69) Oradea-Deva, se ajunge la Ștei și apoi la Lunca, unde, pe stânga apare ramificația DN75 spre Câmpani. După ce urcă o pantă scurtă, șoseaua asfaltată străbate platoul întins, numit "Dumbravă", apoi coboară lin în Câmpani. La circa 4 km de la Lunca pe această șosea apare un pod peste Crișul Băiței (sit SCI, după care se intră în Câmpani. 
Situat la o altitudine de circa 370 m, satul se înscrie în paralela 46°51' latitudine nordică și meridianul 22°51' longitudine estică. Față de Ștei, satul Câmpani se găsește la 6 km., față de Beiuș la 26 km., iar față de ￼￼ Municipiul Oradea, reședință județului Bihor, la 87 km. 

## Așezare
Satul este situat la poalele Munților Apuseni, mărginit la est cu depresiunea Nucetului, la nord cu Dealurile Sighiștelului, la vest cu platoul Lunca Vașcăului și la sud cu Dealurile Sârbeștiului.
Este străbătut de drumul național DN 75, care face legătura între Oradea și Alba-Iulia.

## Istoric
Localitatea Câmpani este atestată documentar din anul 1600; atunci era împarțită în Câmpani de Jos și Câmpani de Sus, fiind o comună mică cu locuitori români de confesiune ortodoxă.
La Muzeul Satului din Bucuresti, casa cu numărul 1, este o casă copiată fidel după una din Câmpani iar anexele au fost demontate și transportate la București pentru a deveni exponate de muzeu.
Primii strămoși pomeniți cu numele în izvoarele scrise au fost Tracii,cu puternica lor ramură nord-dunăreană Dacii sau Geții, organizați în triburi și uniuni de triburi. Pe aceștia îi va uni regele Burebista într-un mare și puternic stat dac centralizat ( 80-44, î. H.). 
Comuna era condusă de către ￼￼ Jude, numit kenez(cneaz), judex sau biro(birău). Acesta era ajutat de judele mic(subjude), casier(casar) și notar.
1692 Habsburgii au eliberat Bihorul și Transilvania de sub stăpânirea turcească și s-a revenit la organizarea pe comitate și plase. Comitatul Bihor avea 5 plase (organizare de districte) și un oraș liber regesc (Oradea). Erau 464 de târguri și sate. Satele Câmpani de Sus și Câmpani de Jos aparțineau de Districtul Vașcău al Plasei Beiuș. Această organizare a durat până la reformele administrative ale împăratului austriac Iosif al II-lea, când locul comitatelor a fost luate de districtele administrative. 